# Chiuse longobarde
Le chiuse longobarde erano uno dei sistemi di fortificazione che in epoca antica furono realizzati all'imbocco delle valli alpine allo scopo di impedire l'invasione della Pianura padana da parte delle popolazioni del resto d'Europa.
Ereditate e consolidate dai Longobardi, le chiuse longobarde situate allo sbocco della val di Susa sul territorio del comune attuale di Chiusa di San Michele sono diventate celebri per la battaglia che vi fu vinta dai Franchi guidati da Carlo Magno, all'inizio della sua campagna d'Italia, contro il re longobardo Desiderio nel 773, ripresa da Alessandro Manzoni nell'Adelchi (atto II, scena III).
 Una lapide a ricordo dell'evento è stata posta al centro del cosiddetto "castello del Conte Verde", nel comune di Condove (Torino). Secondo la leggenda, Carlo Magno vi sarebbe giunto seguendo il cosiddetto "sentiero dei Franchi", su cui sarebbe stato poi impostato l'attuale sentiero escursionistico.
Le chiuse alpine (in latino: clusae) solo in rari casi erano vere muraglie in pietra: più spesso si trattava di insiemi di strutture difensive minori, disposte in modo da rafforzare gli ostacoli naturali già esistenti.

## Archeologia

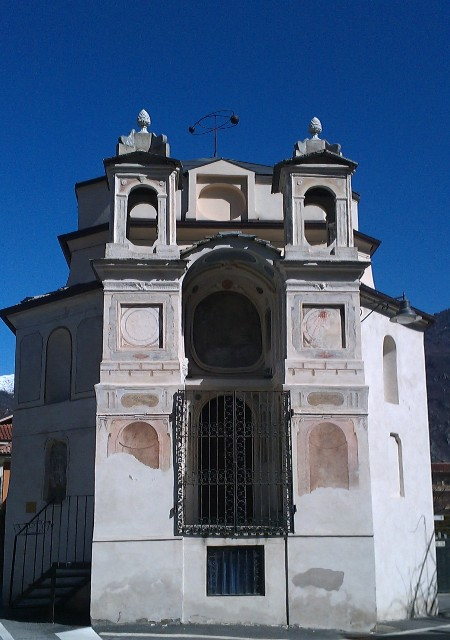
La cappella sconsacrata di San Giuseppe, ora planetario, a Chiusa San Michele. Al piano inferiore si trovano i resti archeologici che si ipotizza possano essere fortificazioni altomedievali

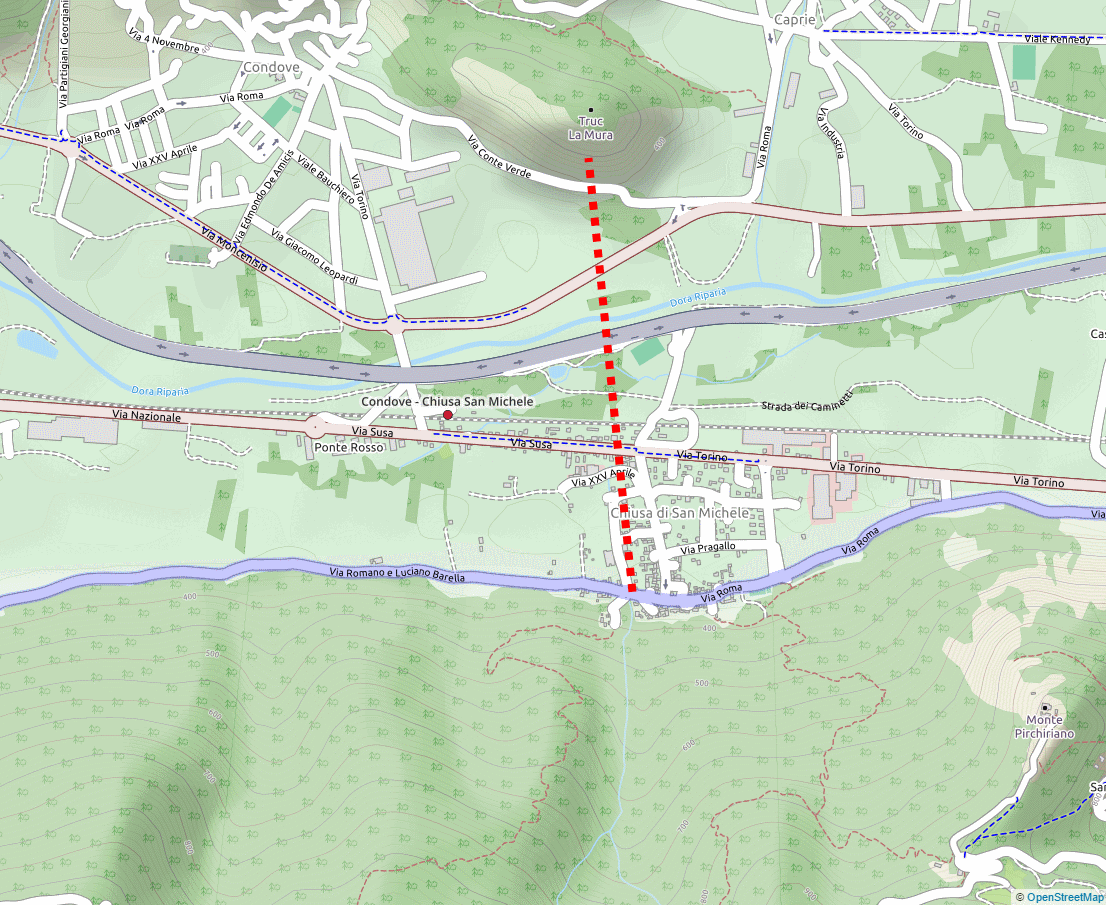
La strettoia naturale tra Condove e Chiusa San Michele (Torino è a est)

Il comune di Chiusa di San Michele è stato da sempre identificato come territorio sede delle fortificazioni. Il motivo è da ascrivere alla conformazione orografica della Val di Susa, che qui presenta uno dei punti più stretti del suo tratto iniziale, precisamente quello lungo la linea immaginaria con orientamento sud-nord che va dalla frazione Borgo Pracchio di Chiusa di San Michele sul versante sud della valle, alla zona del Castello del Conte Verde in comune di Condove sul versante nord della valle.
Se tradizionalmente venivano lette come longobarde alcune mura costruite lungo il rio Praocchio di Chiusa di San Michele, la cui origine non è però meglio precisata, una costruzione sempre posta lungo tale linea immaginaria, ma nei pressi della centrale piazza della Repubblica, ha sollevato gli interrogativi degli archeologi. Nell'ambiente sottostante a una cappella sconsacrata, detta di San Giuseppe, sono state rinvenute mura antiche, di incerta datazione, ma che possono far pensare a una fortificazione altomedioevale, si ipotizza una torre con quattro torrette angolari. Si tratta di un ambiente quadrato, con ai quattro angoli smussature che fanno pensare a piccole torrette di due metri di diametro.